# N. Wiederer & Co.

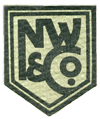
Logo von N. Wiederer & Co

Die Firma N. Wiederer  Fürth war eine Spiegelfabrik und Glasschleiferei in Fürth.

## Zur Geschichte

### Gründung und Aufschwung

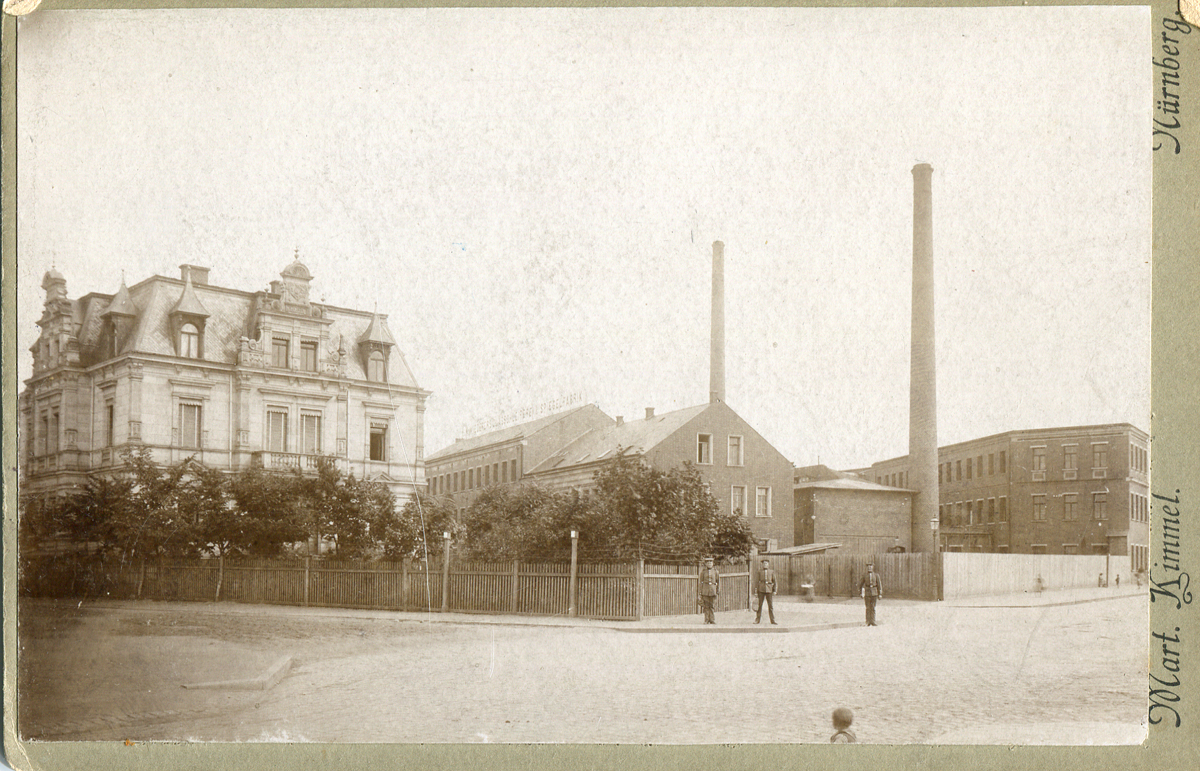
Die Firma Wiederer um 1908

Die Firma N. Wiederer wurde 1858 von Nicolaus Wiederer in der Helmstraße in Fürth im Hause des Herrn Auerbach gegründet. Zunächst gravierte er Glas, begann aber schon zwei Jahre später nach dem Umzug in das Haus "Zum Silbernen Fisch" (Helmstr.) mit der Facettierung von kleinen Spiegeln. Die beiden Stiefsöhne Konrad und Georg Schwarz gingen bei Nicolaus Wiederer in die Lehre.
Nach dem Krieg 1866 fertigte Wiederer kleine Facettspiegel für Portefeuillers (Feintäschner), die früher nur aus Paris kamen. Schließlich führte er die Produktion von Handspiegeln ein, was einen Aufschwung einleitete. 1878 wird die Firma zur Offenen Handelsgesellschaft. Inzwischen wurden im Hinterhaus des Anwesens Metzler ungefähr 40 Arbeiter beschäftigt. Im Jahr nach dem Tod des Firmengründers 1879 kauften die Brüder Schwarz von Aldinger einen Bauplatz an der Leyher Straße. Sie erstellten in den darauffolgenden Jahren Fabrikgebäude für die Walzenfacettierung, die Schleiferei, die Schlosserei, die Gürtlerei, die Schreinerei und ein Kesselhaus mit Schornstein. Zu dieser Zeit  firmierte die Firma  N. Wiederer & Co.  als  Königlich bayrische Hofspiegelfabrik und Glasschleiferei.
Ab 1893/1894 wurden Toilettspiegel mit Metallrahmen und die hochmodernen Celluloidspiegel produziert. Als 1910 Kommerzienrat Konrad Schwarz starb, war die Belegschaft bereits auf ca. 800 angestiegen. An seine Stelle traten sein Sohn Geo Eugen Schwarz, sein Schwiegersohn Paul Sichling und von der Seite Kommerzienrat Georg Schwarz, Benno Schwarz als Teilhaber in die Firma ein. Nach dem fast völligem Stillstand der Produktion zu Beginn des Ersten Weltkriegs kam es nach dem Krieg zu einem neuen Aufschwung. Eine eigene Glashütte in Freiberg/Sachsen und das Schleif- und Polierwerk Sperlhammer wurden erworben. Ein letzter Neubau Ecke Leyher Str. – Kaiserstr. wurde hochgezogen. 1925 trat Kommerzienrat Georg Schwarz aus der Firma aus und sein Sohn Fritz Schwarz wurde Teilhaber. Die Belegschaft hatte sich auf über 1000 Arbeitskräfte erhöht.

### Konkurs und Schließung
Das Geschäft florierte danach noch einige Jahre mit steigenden Umsätzen. Durch den allgemeinen Konjunkturumschwung während der Weltwirtschaftskrise 1929 trat ein stetiger Rückgang ein. Die Auslandsmärkte entfielen. Die Kaufhausketten orderten weniger. Das Haus in New York konnte nicht gehalten werden. In den Jahren 1931 und 1932 mehrten sich die Vergleiche und Konkursanmeldungen unter den langjährigen Kunden. So entstanden mehr und mehr Verluste. Ein weiterer Umsatzrückgang erfolgte. Die Fabrikanlagen waren auf Massenproduktion eingestellt und nicht mehr in der Lage rationell zu arbeiten.
Im März 1932 war die angesehene Firma ebenfalls gezwungen einen Vergleich anzustreben, der schließlich in Konkurs überging.  Durch Verwendung aller vorhandenen Vorräte in Fertig- und Halbfertigfabrikaten und des umfänglichen Materiallagers war es jedoch möglich, alle Gläubiger voll zu befriedigen.

## Produkte
- aus Kristallglas
  - Venetianerspiegel
  - Etageren
  - Tabletts, Untersetzer
  - Uhrenspiegel, Photoständer

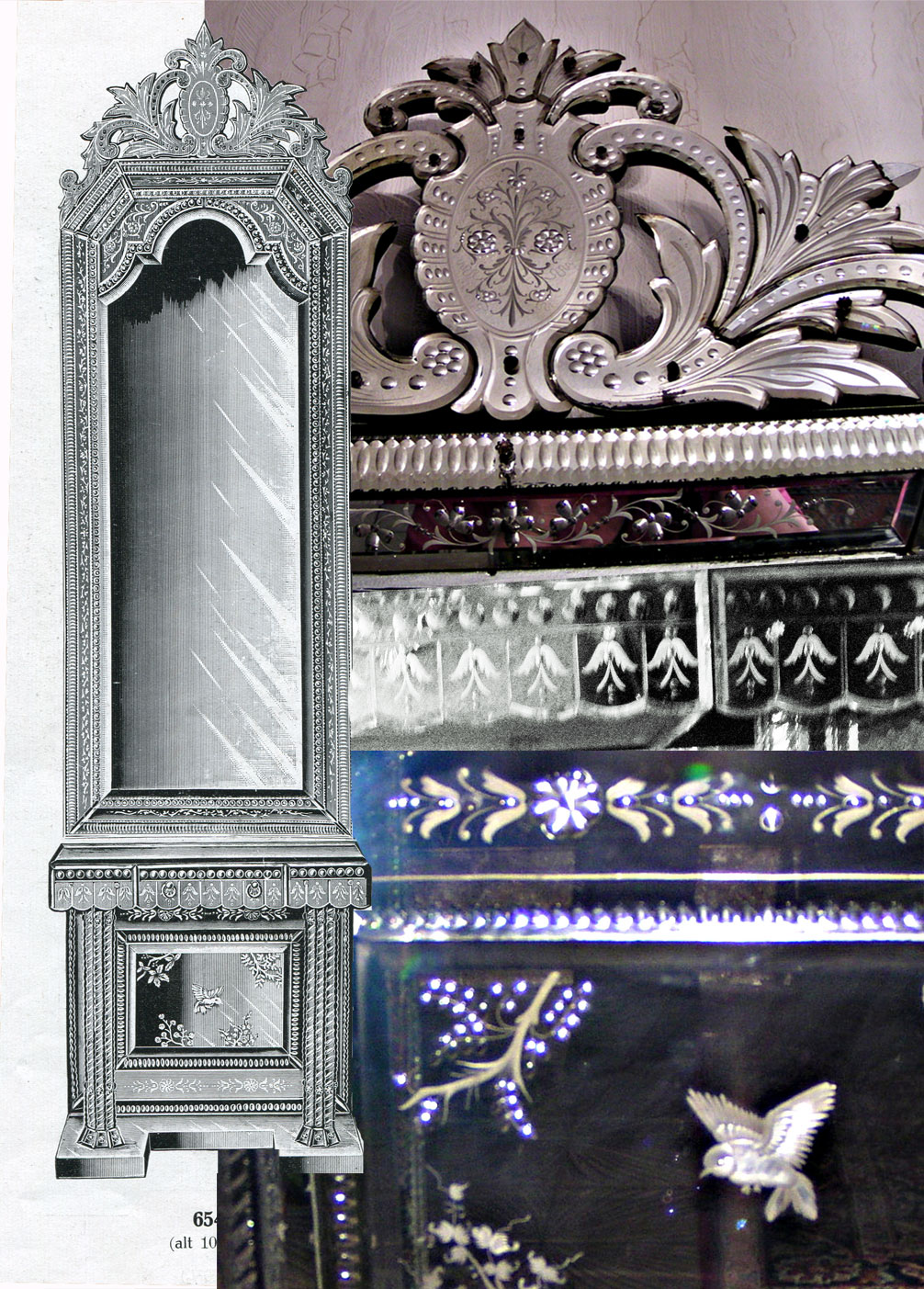
Venetianer mit fotografischen Details

  - Schaufensterständer, Büstenständer, ventetianische Kommoden
  - Speisespinde für Konditoreien und Cafés
  - Ladentischaufsätze
  - Stehbierhalleneinrichtungen
  - Kunstverglasungen
- mit Holz verarbeitet (teils auch mit Kristallglasspiegeln)
  - Hand- und  Stellspiegel
  - Klappspiegel
  - Closetpapierapparate
- mit Metall verarbeitet (teils auch mit Kristallglasspiegeln)
  - Hand- und  Stellspiegel
  - dreiteilige Spiegel
  - Fensterspiegel
- mit Celluloid verarbeitet (teils auch mit Kristallglasspiegeln)
  - Hand- und  Stellspiegel
  - divers Dosen und Toilet-Etuis
- Rasierspiegel
- Reklamespiegel

## Vertrieb

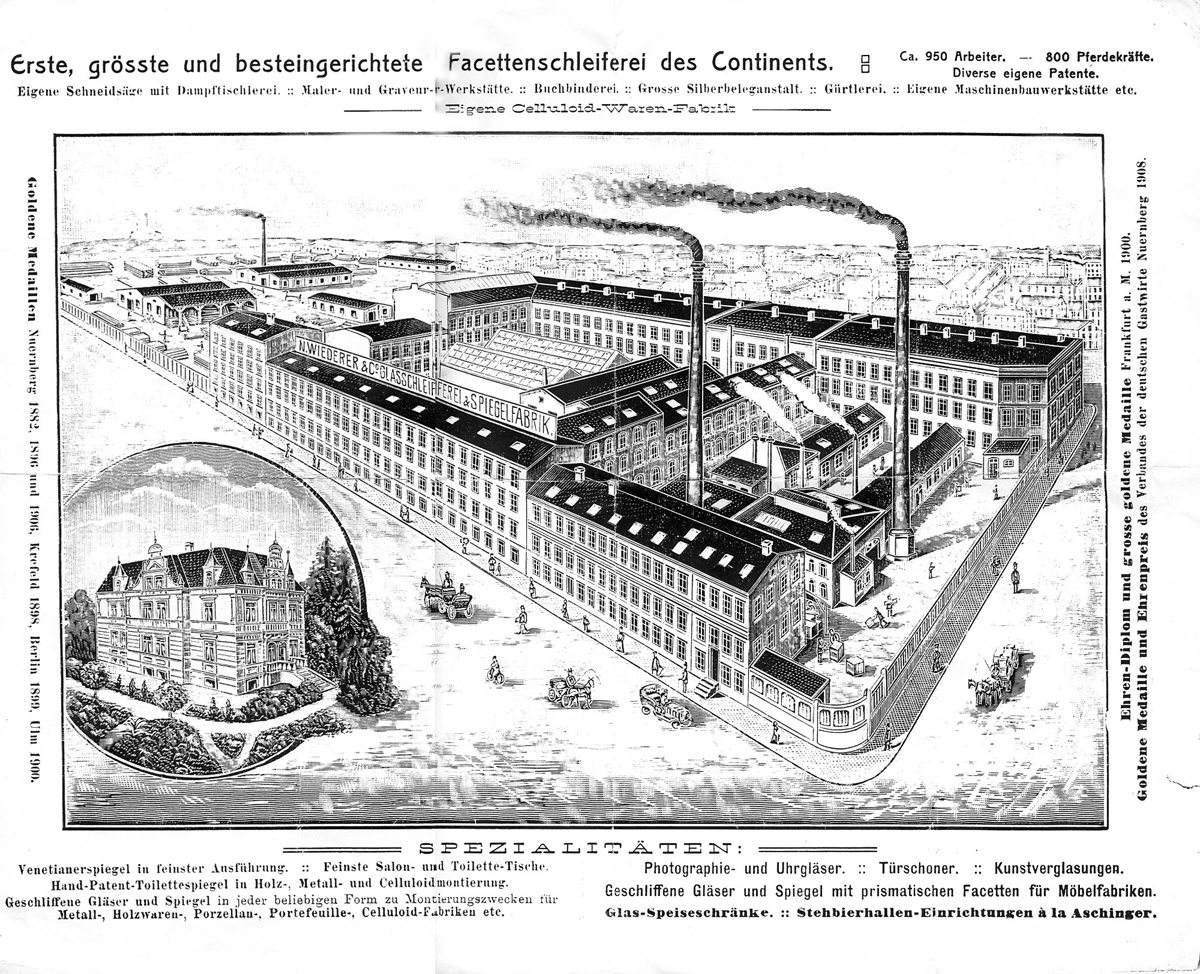
Werbeplakat

Eigene Häuser wurden unterhalten in:
- Offenbach/M.: zur Belieferung der Lederwarenindustrie
- Berlin: als vielbesuchten zentralen Mittelpunkt des Reichs
- Hamburg: mit Musterlager zur Bearbeitung der Exporteure
- New York: zur Pflege der Verbindungen mit den großen Warenhauskonzernen.

Musterlager befanden sich in Amsterdam, Christiania (Oslo), Kopenhagen, London, Moskau, New York, Wien, Budapest, Bukarest und fast allen übrigen europäischen Hauptstädten.
Eigene Handelsreisende bearbeiteten lückenlos das gesamte Inland. Vertreter in fast allen Ländern Europas sowie in zahlreichen Staaten der übrigen Erdteile nahmen die Interessen der Firma wahr und sorgten für die stetige Erhöhung des Umsatzes. Auf der Leipziger Messe wurde im Städt. Handelshof, I. Obergeschoss in Zimmer 92 und 93, eine reichhaltige Kollektion aller Fabrikationssparten der Firma gezeigt, die einen Überblick über die Vielzahl der hergestellten Artikel bot. Die Beschickung der Leipziger Messe galt neben der Pflege des Inlandsmarktes insbesondere der Steigerung des Verkehrs mit dem Ausland und die Anknüpfung wertvoller Verbindungen mit zuverlässigen Vertreterfirmen. In Leipzig hielt man Kontakt zu guten Kunden aus aller Welt. Inserate in Exportzeitschriften machten die Firma in aller Welt bekannt und die Ausgabe ausführlicher, bebilderter Kataloge unterstützte die Arbeit der Reisenden und Vertreter.

## Galerie

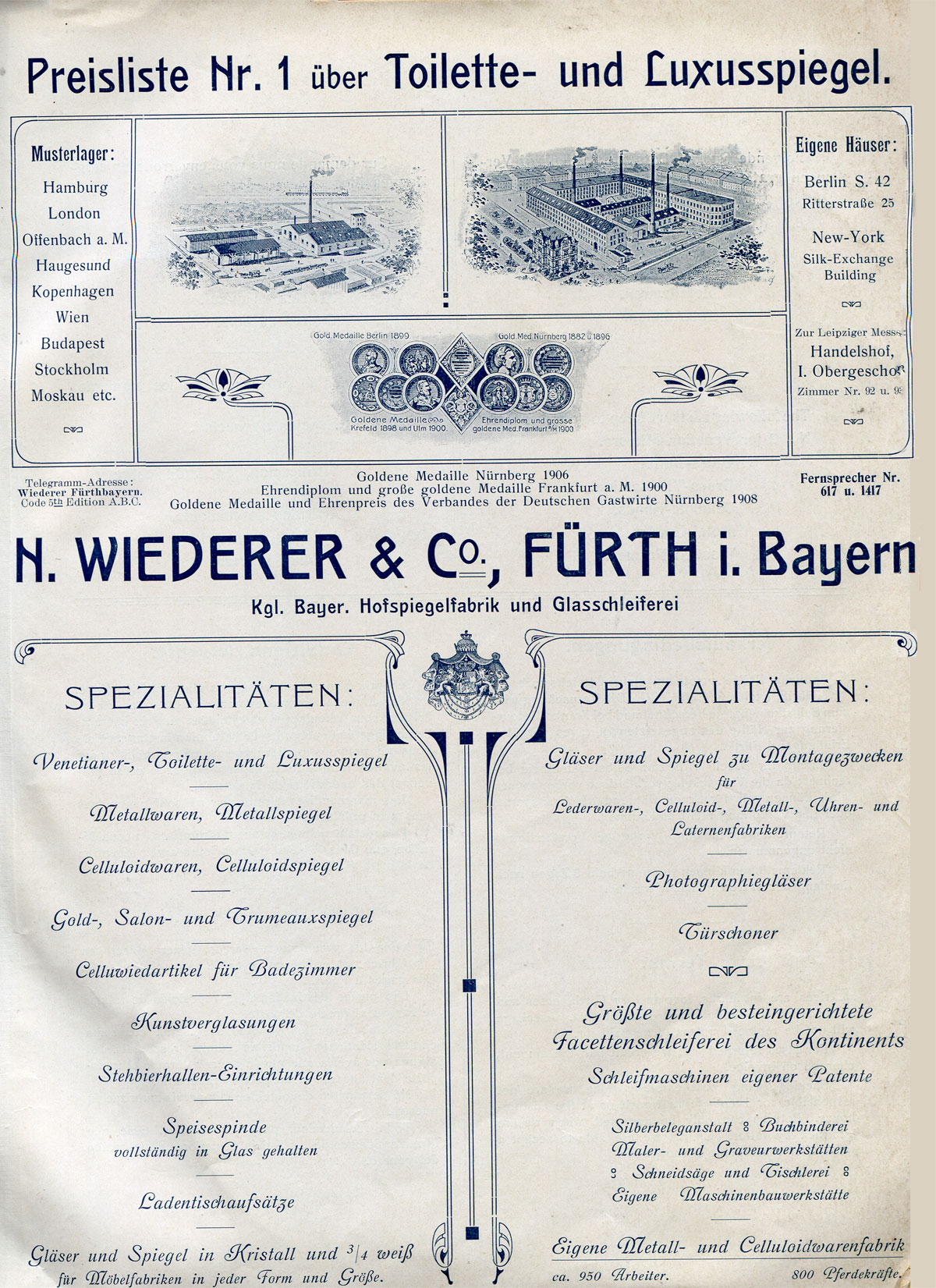
Katalog um die Jahrhundertwende
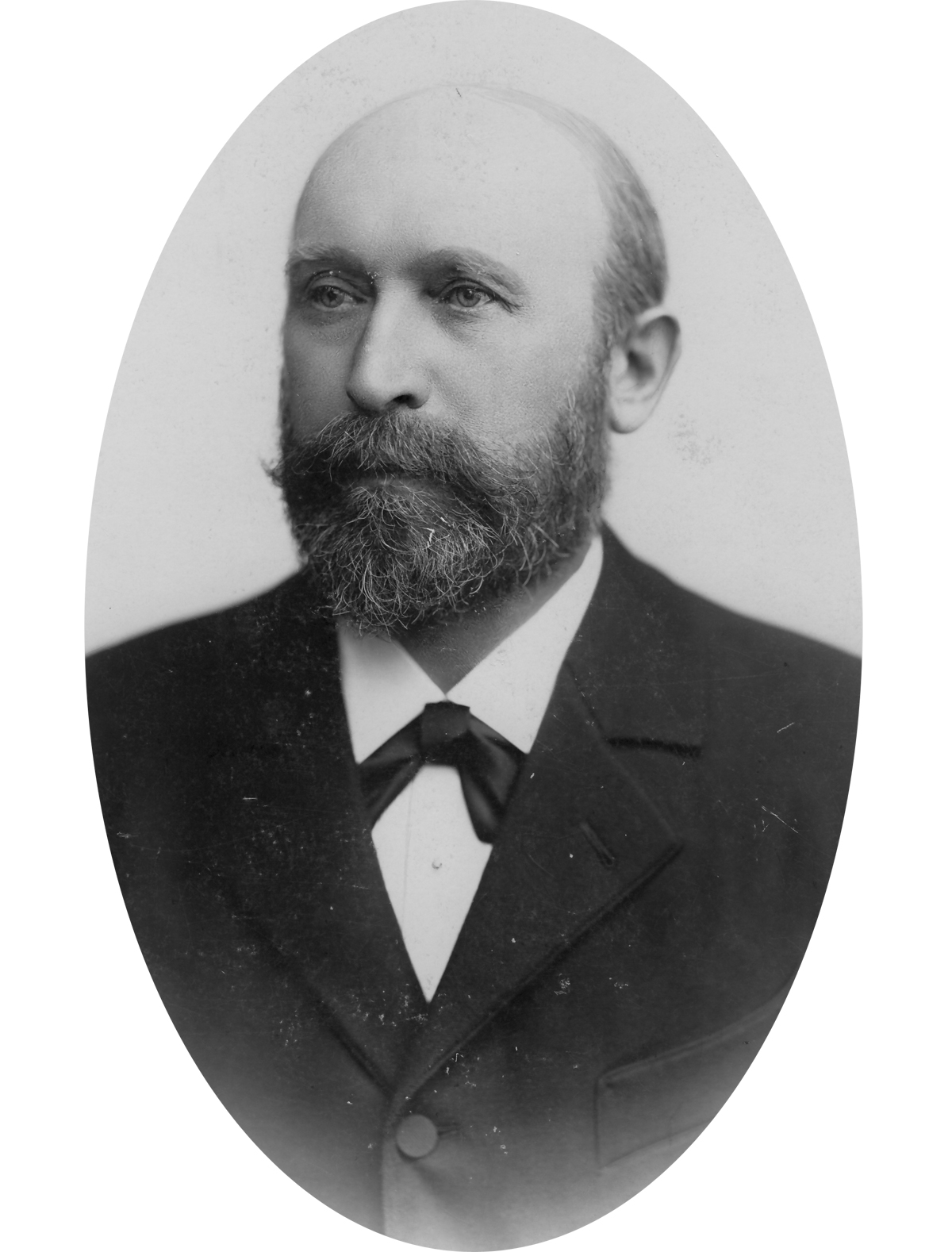
Kommerzienrat Konrad Georg Schwarz
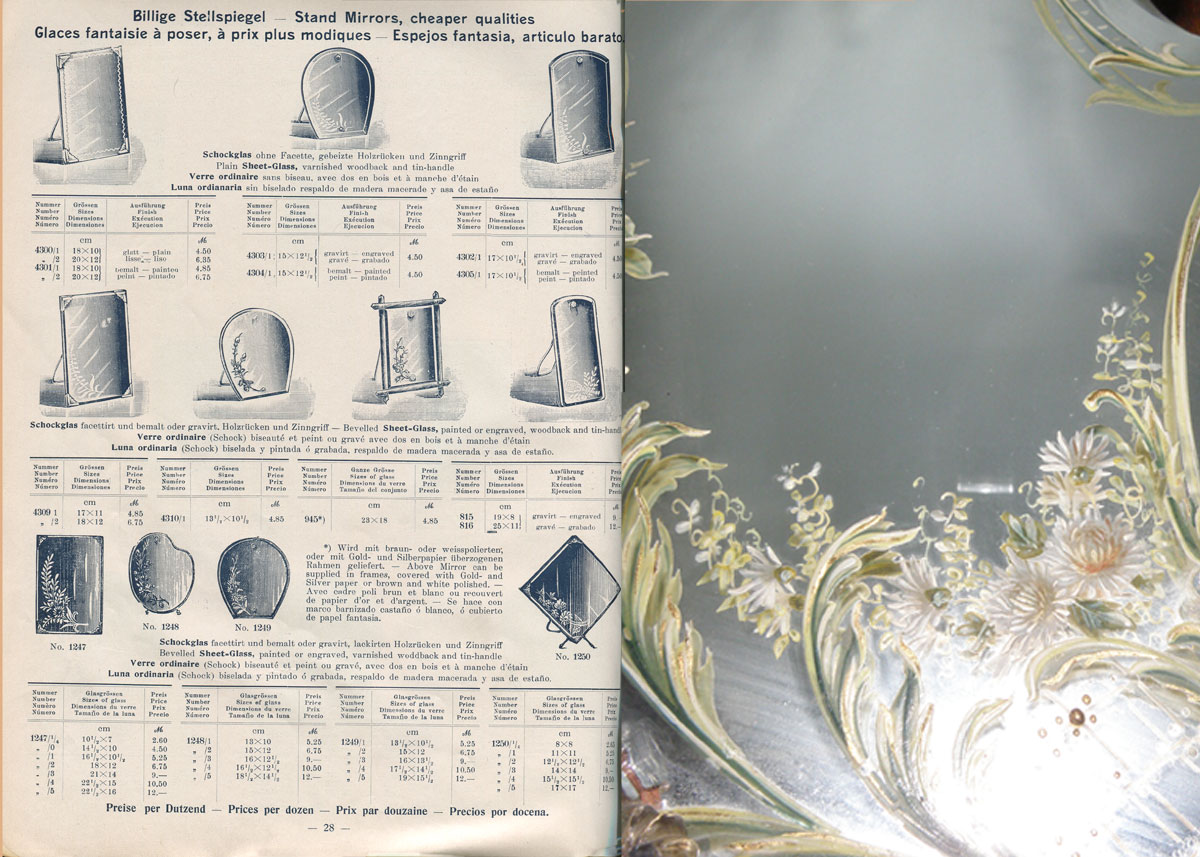
Handbemalte Spiegel
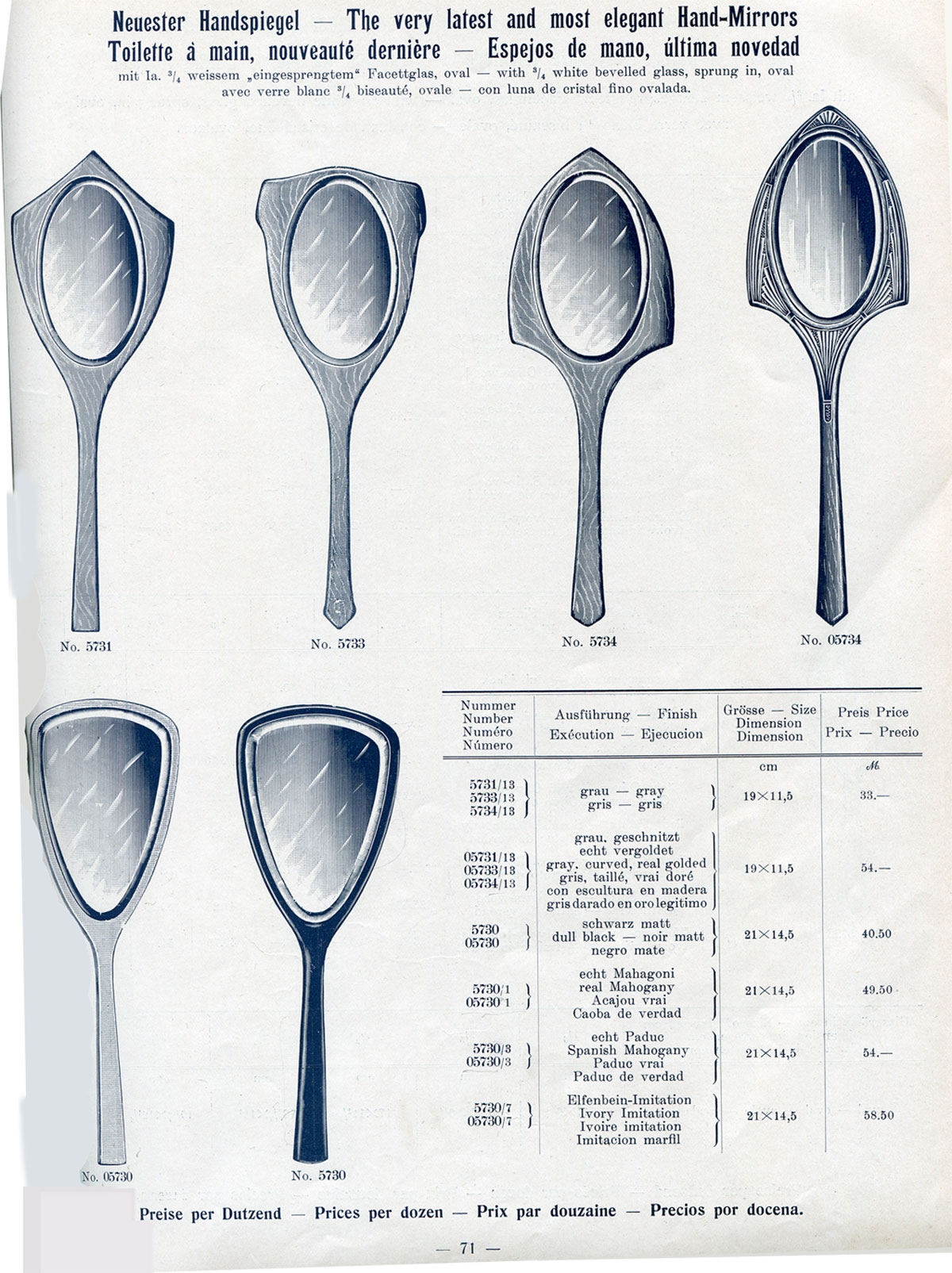
Handspiegel mit Katalog
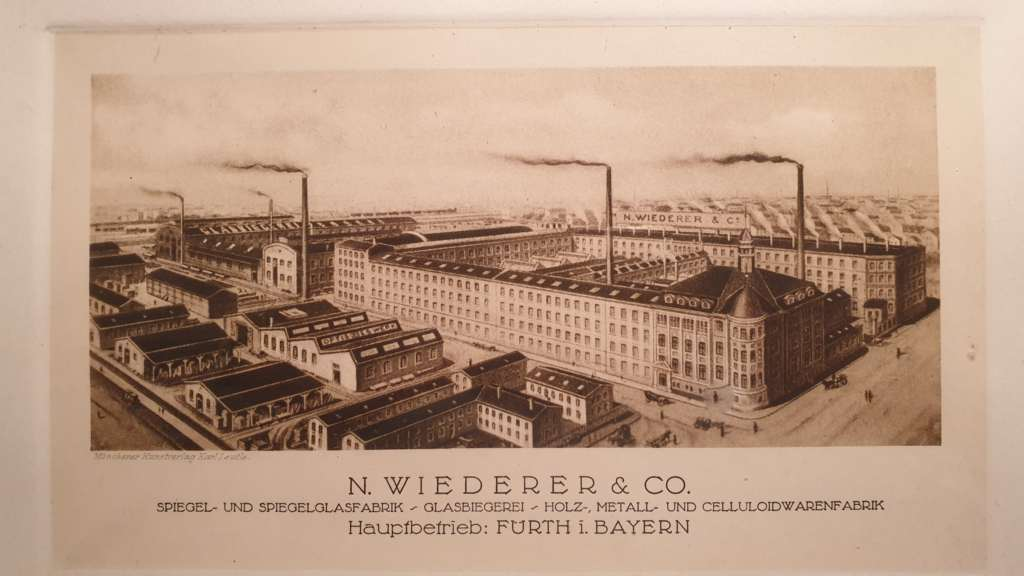
Hauptbetrieb Fürth
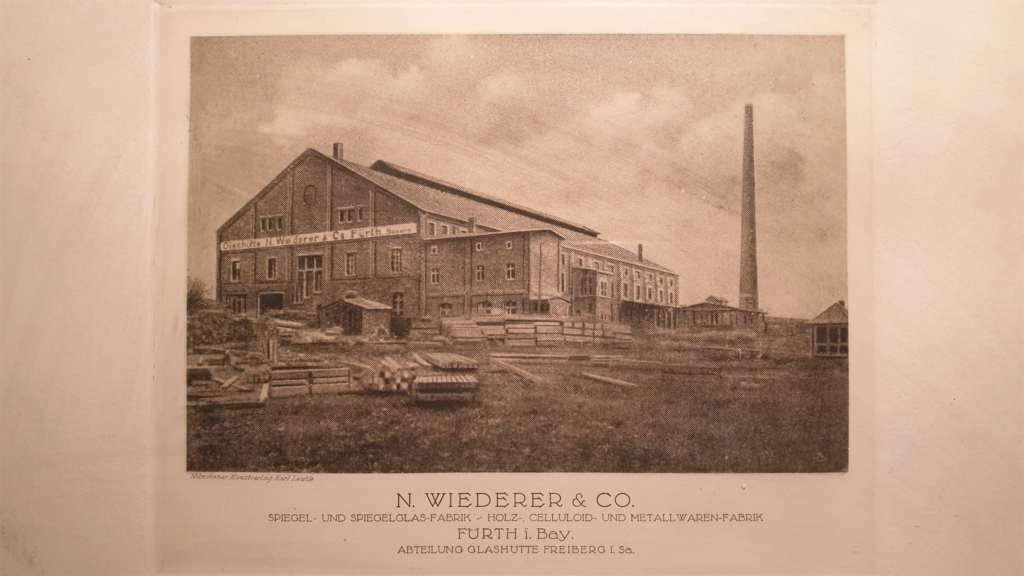
Glashütte Freiberg
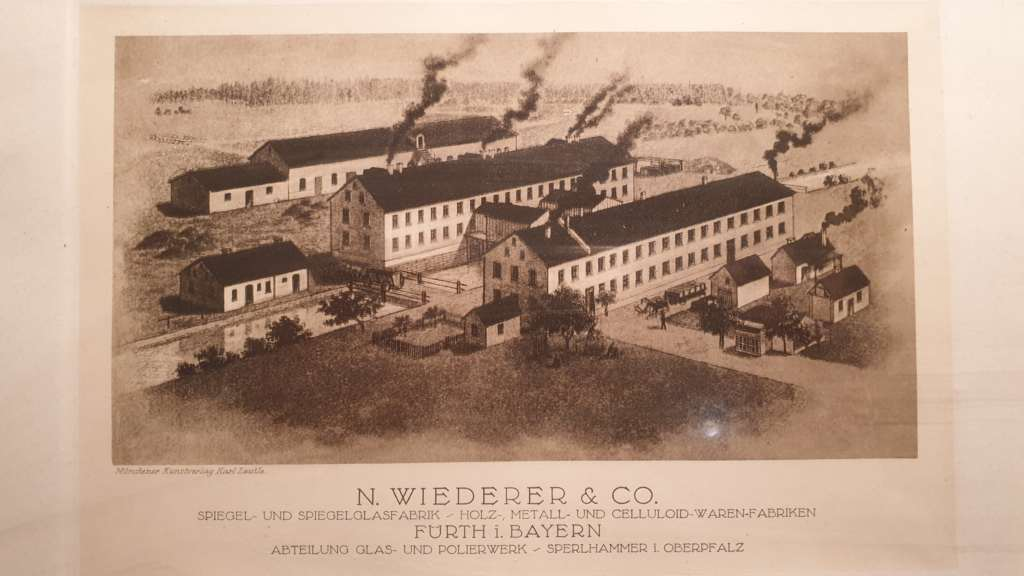
Polierwerk Sperlhammer